# Gestreifte Sandrennnatter
Die Gestreifte Sandrennnatter oder Schmuck-Sandrennnatter (Psammophis sibilans) ist eine Schlangenart aus der Gattung der Sandrennnattern innerhalb der Familie Psammophiidae, die im Nordosten Afrikas verbreitet ist.

## Merkmale
Die Gestreifte Sandrennnatter erreicht eine Gesamtlänge von bis zu 1,445 m. Die Körperfarbe ist dorsal braun. Manche Exemplare haben einen Streifen entlang der Wirbelsäule, bei dem die einzelnen Schuppen gelb sind mit schwarzen Rändern oder blasser an der Basis. Auch die vierte und fünfte Schuppenreihe bildet manchmal einen blassen Streifen. Die Kopfoberseite weist oft einen blassen median verlaufenden Streifen auf, der am Stirnschild endet oder sich noch bis zu zwei Drittel in dieses erstreckt. Die Kopfoberseite hat zudem oft blasse quer verlaufende Flecken. Die Lippenschilde sind oft einfarbig gelb, weisen aber manchmal auch einige dunkle Punkte auf. Die äußerste dorsale Schuppenreihe und die Ventralia (Bauchschuppen) sind gelb. Manchmal verlaufen ventral ein Paar blasser oder unterbrochener dünner schwarzer Linien. Die Beschuppung zählt 154 bis 178 Ventralia und 98 bis 119 Subcaudalia. Die Anzahl der Supralabialia (Oberlippenschilde) beträgt typischerweise 8 oder in Oberägypten oft auch 9 und die der Infralabialia (Unterlippenschilde) 10 oder 11. Die Art hat ein oder selten auch zwei Präocularia. Die Pupillen sind bei Sandrennnattern rund.

## Lebensweise

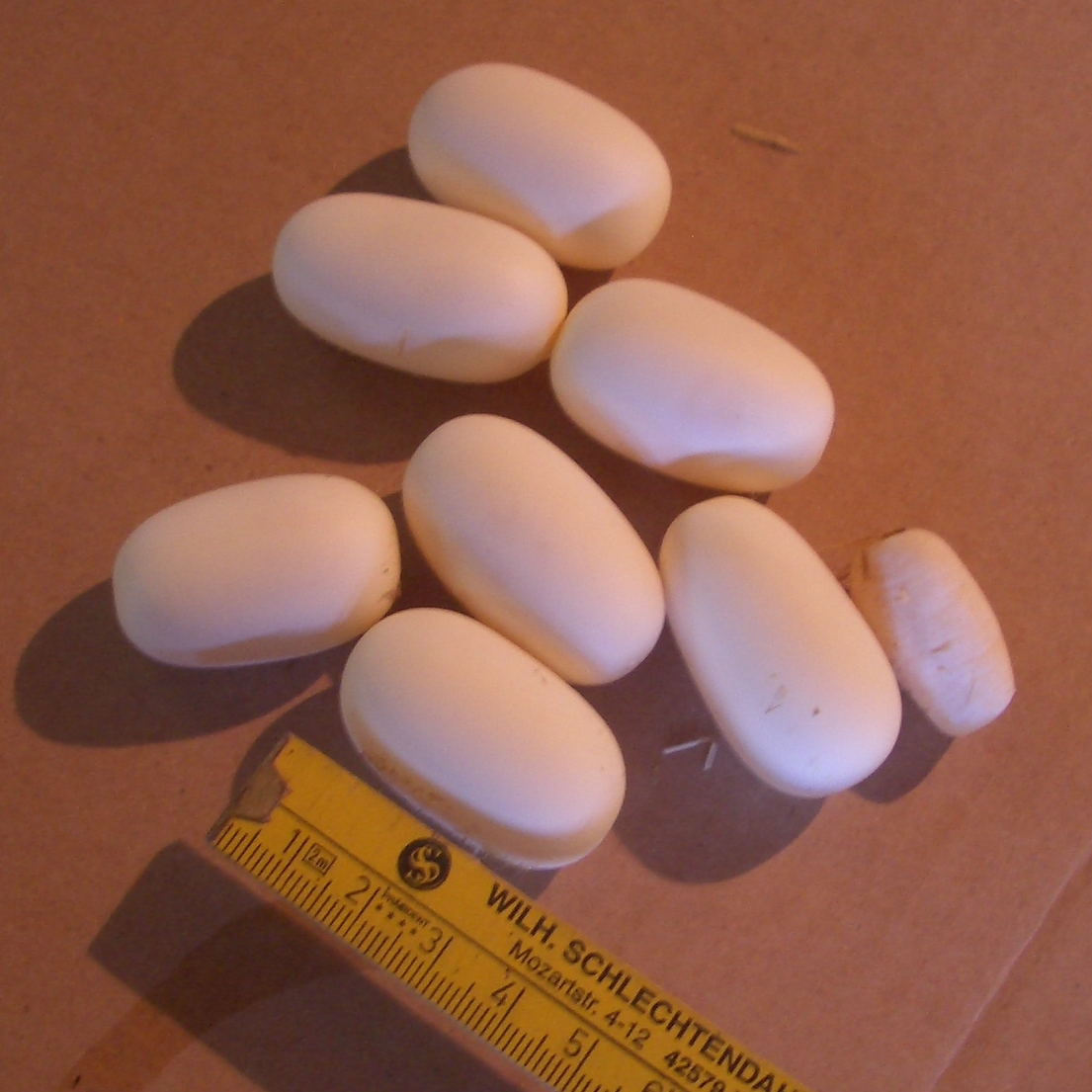
Eier der Gestreiften Sandrennnatter

Die Gestreifte Sandrennnatter ist wie alle Arten der Gattung ovipar (eierlegend). Sie kommt entlang des Nils in Ägypten und im Sudan sowie in bewaldeten Savannen in Äthiopien vor.

## Verbreitung und Gefährdungsstatus
Das Verbreitungsgebiet der Gestreiften Sandrennnatter erstreckt sich über Ägypten, den Sudan und Äthiopien. Die IUCN stuft die Art als nicht gefährdet (least concern) ein mit unbekanntem Populationstrend. In Ägypten wird sie häufig für den internationalen Haustierhandel gesammelt. Sie ist dort in mindestens vier Schutzgebieten vertreten.

## Systematik
Die Gestreifte Sandnatter ist eine Art aus der Gattung der Sandrennnattern. Sie wurde 1758 von Carl von Linné als Coluber sibilans erstbeschrieben. Das erste Mal als Psammophis sibilans bezeichnet wurde sie 1827 von Friedrich Boie.